# Lâu đài Koło
Lâu đài Koło - một lâu đài theo kiến trúc Gô-tích, mà theo Jan Długosz đã được Casimir III Đại đế xây dựng trước năm 1362 (khi Koło nhận được đặc quyền thị trấn). Lâu đài bảo đảm tuyến đường từ Greater Poland đến Łęczyca, ở vùng đất thấp của sông Warta. Lâu đài nằm trên một ngọn đồi nhân tạo trên một khúc quanh của sông Warta. Trong quá trình xây dựng lâu đài, dòng sông có một số chi nhánh trong khu vực, điều này rất quan trọng đối với vị trí chiến lược của lâu đài.

## Lịch sử

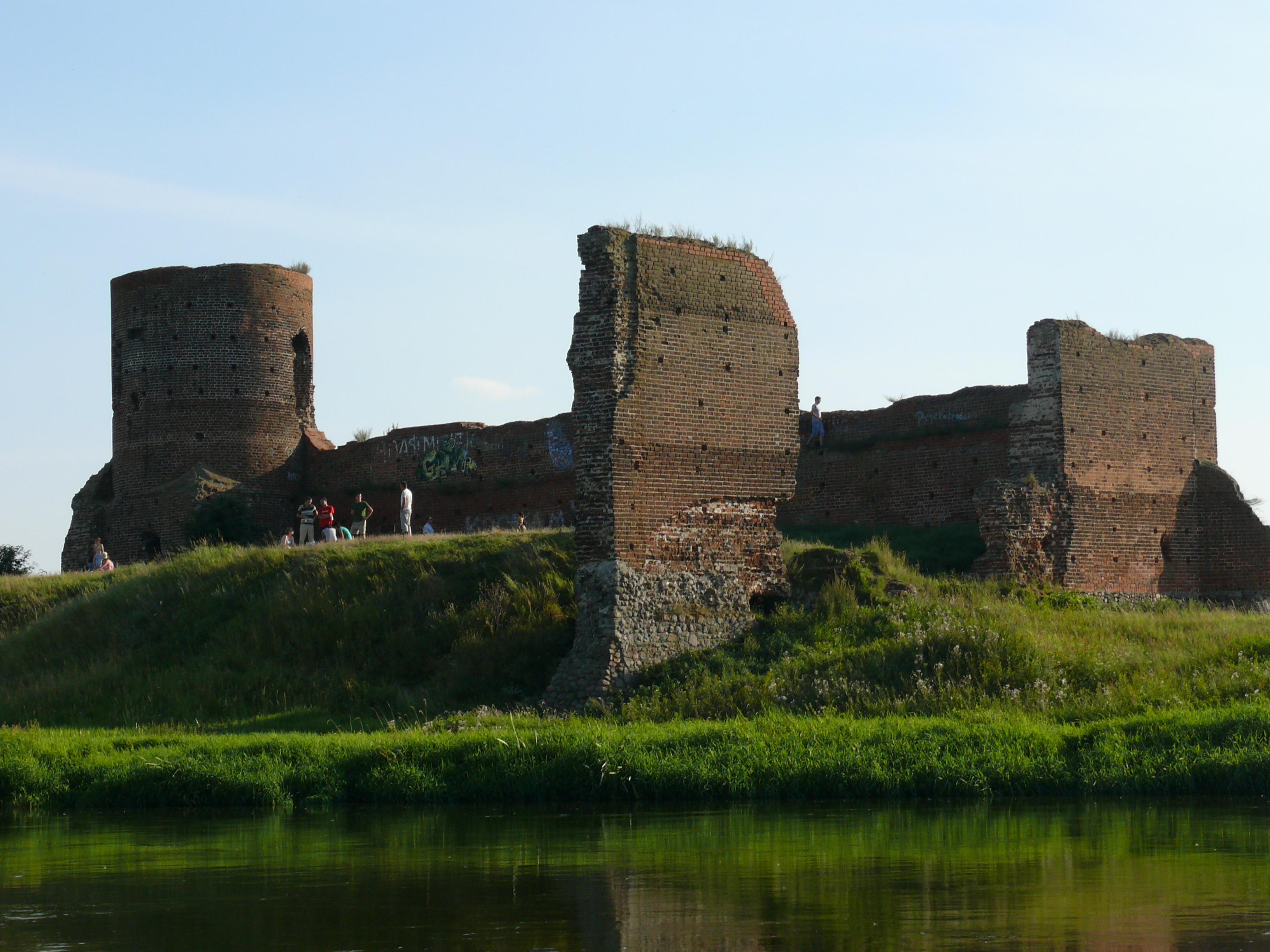
Lâu đài nhìn từ làng Dzierawy.

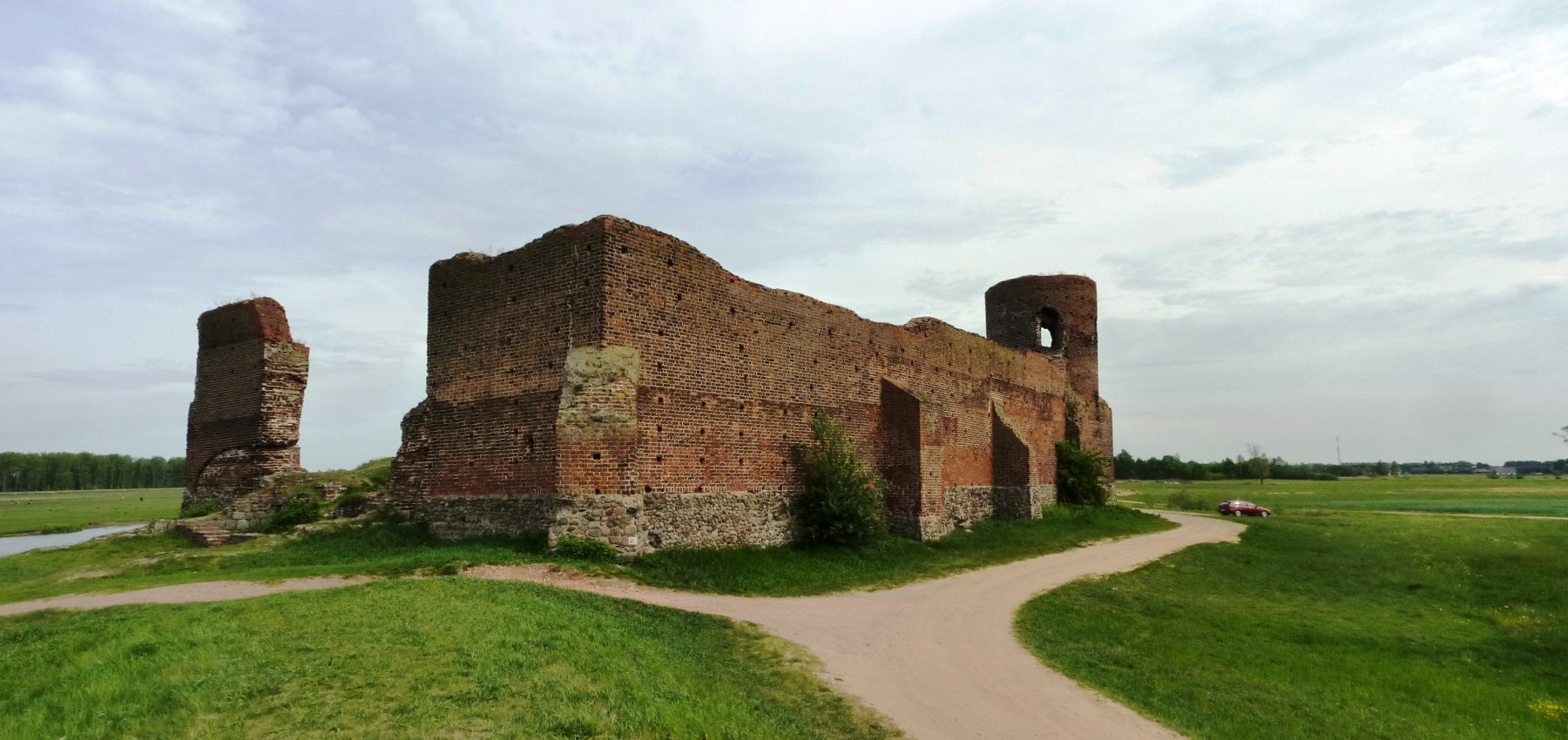
Lâu đài từ góc phía tây.

Theo các tài liệu của Jan Długosz, lâu đài được xây dựng trước năm 1362; khi Casimir III Đại đế kêu gọi xây dựng một tòa lâu đài. Lâu đài được xây dựng vào cuối triều đại của Casimir, và không biết liệu nhà vua có từng ở lại lâu đài hay không; vì không có nguồn nào đề cập đến những chuyện khác.
Các phát hiện khảo cổ chỉ ra rằng các cấu trúc phòng thủ đầu tiên được xây dựng trước triều đại của Casimir III Đại đế; tòa tháp - bao gồm một donjon được xây dựng trên nền đá, được bao quanh bởi một con đê bằng gỗ và đất có thể được xây dựng theo lệnh của Bolesław the Pious (theo M. Żemigała), Henryk Głogowchot, Wenceslaus II của Bohemia (theo Tences. Poklewski-Kozieło). Các gord được bao quanh bởi nước lũ chảy từ sông Warta.
Trong triều đại của Casimir III Đại đế, một tòa thị chính, một Nhà thờ Thánh giá được xây dựng tại Koło (tòa nhà bằng đá đầu tiên của thị trấn).
Casimir III Đại đế đã xây dựng công sứ quán của Liên minh Lizard trong lâu đài. Sau trận Grunwald, những quyết định quan trọng liên quan đến Cuộc chiến Teutonic của Ba Lan Litva đã được vạch ra trong lâu đài. Trong những năm 1476 đến 1481, lâu đài là nơi ở của Công chúa Anna xứ Sochaczew. Vào giữa thế kỷ XVI, lâu đài bắt đầu xuống cấp. Năm 1655, lâu đài bị chiếm bởi người Thụy Điển. Vào thế kỷ thứ mười tám, Augustus III của Ba Lan đã trao lâu đài cho người Bernardinia ở Koło, nơi đã trùng tu một phần lâu đài để xây dựng lại một tu viện bị hư hại; tuy nhiên do vữa mạnh, lâu đài không thể được xây dựng lại hoàn toàn.
Lâu đài ở Koło là một thành trì quan trọng. Trong những năm 1950, lâu đài đã trải qua quá trình cải tạo. Trong các nghiên cứu khảo cổ vào những năm 1970, các nhà khảo cổ đã phát hiện ra một nền móng chưa biết, cho phép tái thiết hoàn toàn lâu đài. Nhiều phát hiện khảo cổ khác đã được phát hiện: thủy tinh từ cửa sổ, đĩa thủy tinh và một quân cờ. Tuy nhiên không rõ cổng chính của lâu đài nằm ở đâu.